# آمورباخ
آمورباخ (بالألمانية: Amorbach) هي بلدة ألمانية تقع في ألمانيا في بافاريا. يقدر عدد سكانها 50.92 كم2 وترتفع عن سطح البحر 165 متر.

## أعلام
- فرانز جوزيف فون شتاين
- فيكتوريا ميليتا أميرة ساكس كوبورج وغوتا
- الأميرة فيودورا من لينينغن
- فينس إيبرت
- كارل، أمير لينينجن الثالث